# Jaqueira
Jaqueira este un oraș în Pernambuco (PE), Brazilia.